# Rolf Kemnitzer
Rolf Kemnitzer (* 28. April 1964 in Langenfeld bei Scheinfeld) ist ein deutscher Dramatiker und Regisseur. 

## Leben

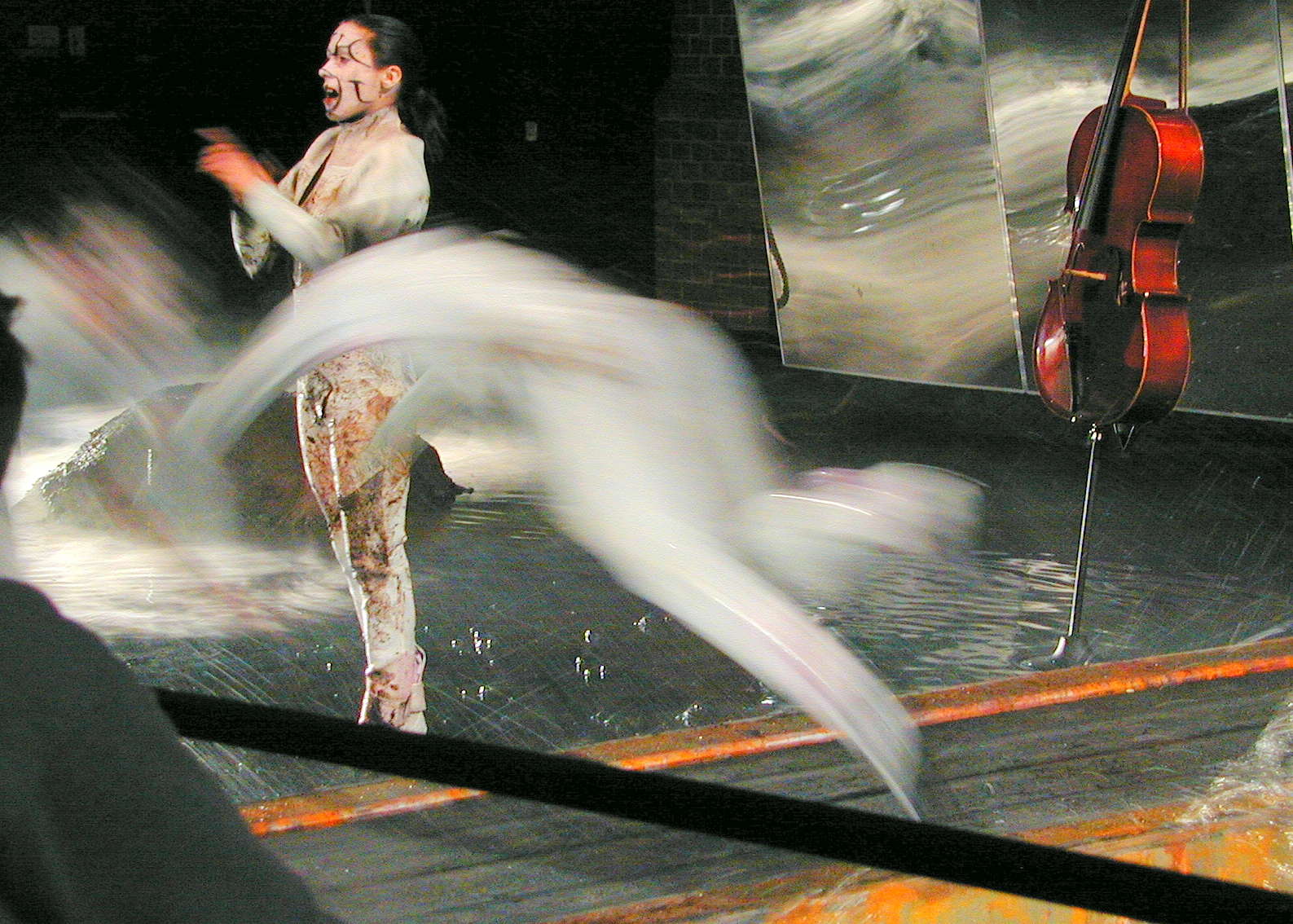
Kerstin Rullik in Die Bauchgeburt von Rolf Kemnitzer, Regie: Urs Odermatt, 2002.

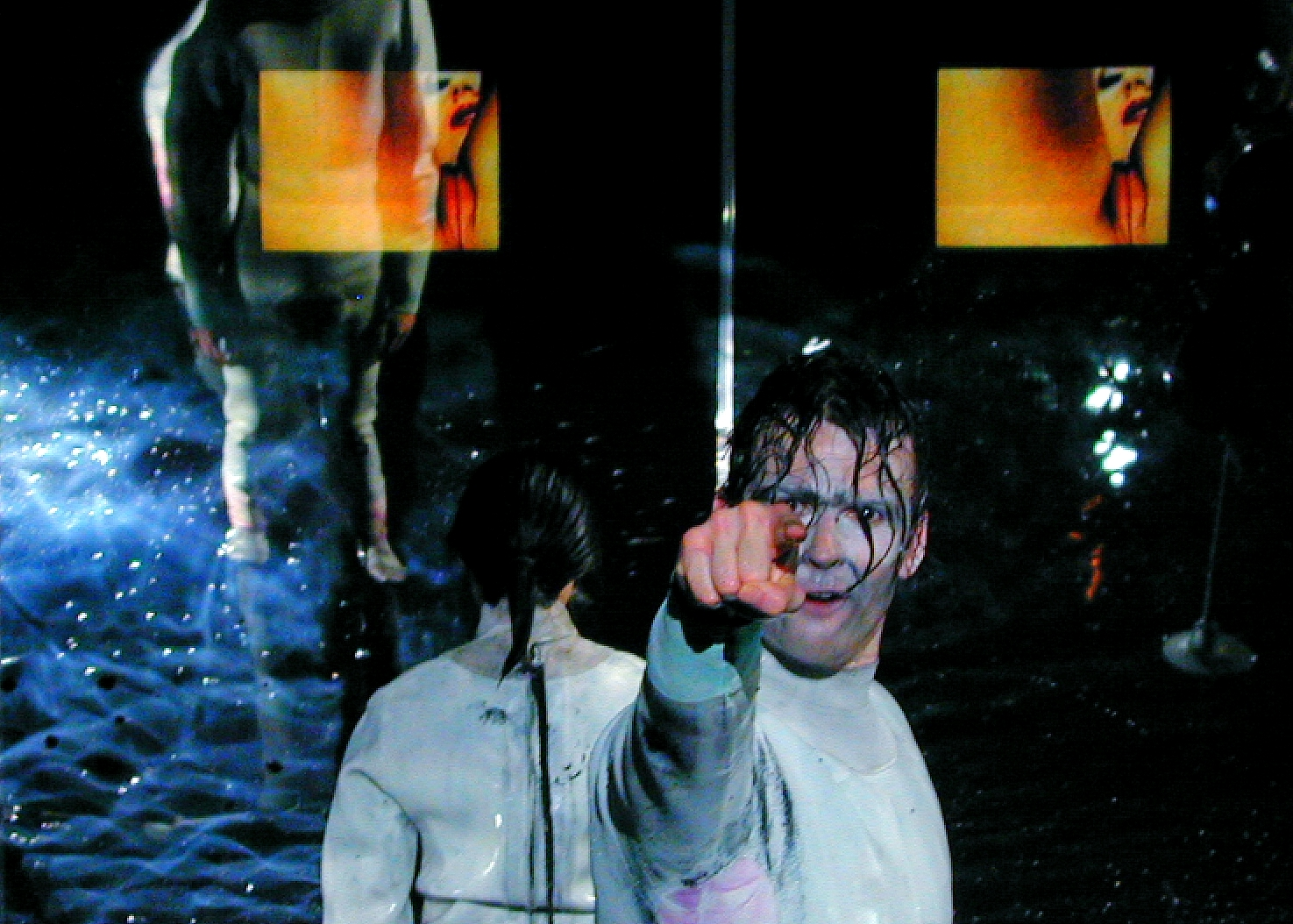
Thomas Schreyer in Die Bauchgeburt

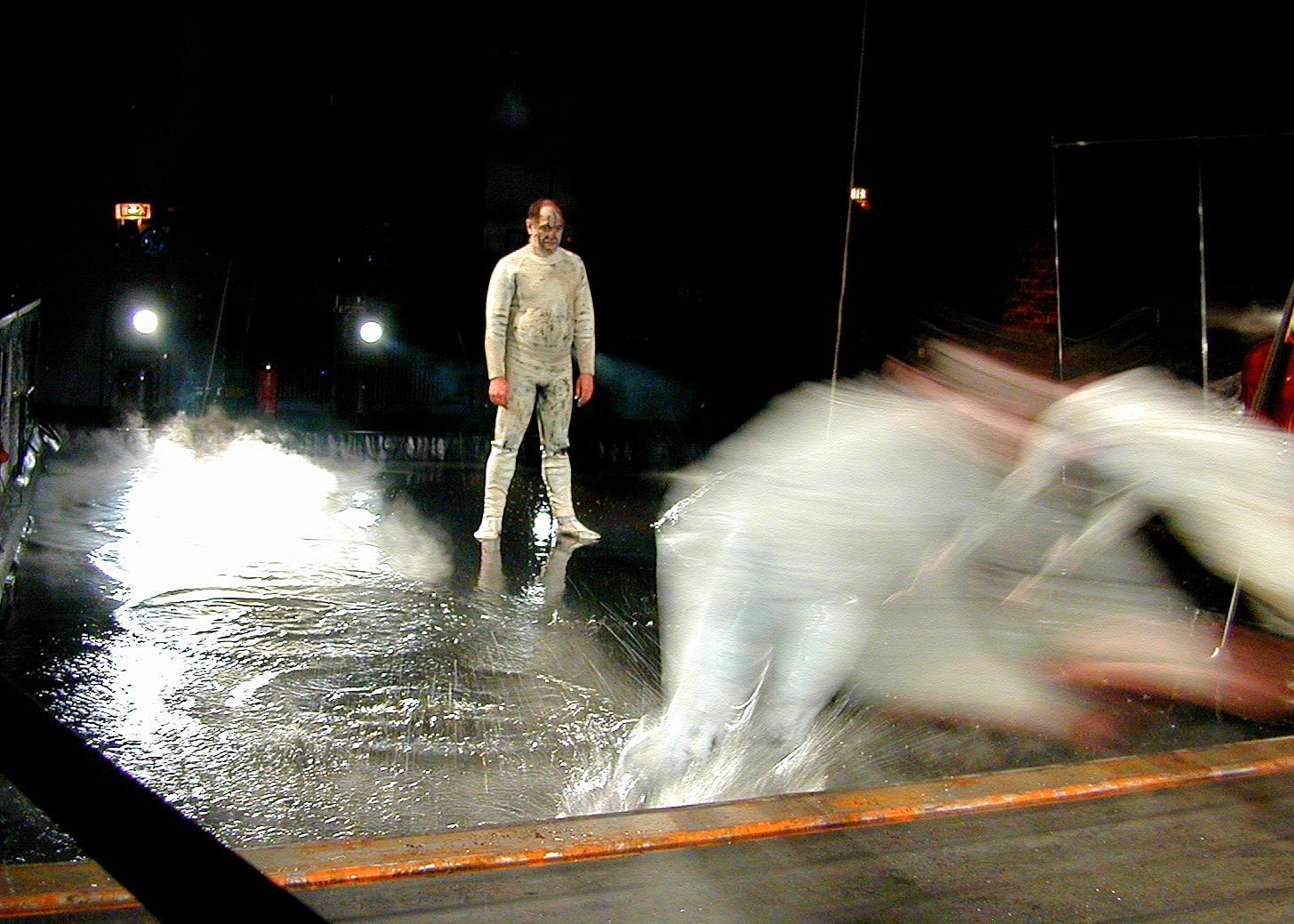
Jürgen Haug in Die Bauchgeburt

Rolf Kemnitzer lebt seit 1998 als freier Autor in Berlin. Er hat mehrere Theaterstücke verfasst, die im Verlag der Autoren erschienen sind. Seit 2014 ist er im „Interkulturellen Theaterzentrum Berlin e. V.“ als Theaterpädagoge tätig. Seit 2017 arbeitet er als Regisseur für die „Dramatische Republik“, eine Berliner Gruppe von Theaterschaffenden, die monatlich zeitgenössische Dramatik präsentieren. 

## Werk

### Theaterstücke
- 1995: Kadaverterror. Uraufführung im „Roten Salon“ der Volksbühne, Berlin.
- 1996: Der verlorene Vater. Uraufführung im „Freien Schauspiel“, Berlin.
- 1998: Die Herzschrittmacherin. Uraufführung am Staatsschauspiel, Dresden. Regie: Stefan Nolte. Bühnenbild: Stefanie Seibold.
- 2002: Die Bauchgeburt. Uraufführung am Saarländischen Staatstheater. Regie: Urs Odermatt. Bühnenbild: Dirk Seesemann. Dramaturgie: Holger Schröder.
- 2003: Das Geschrei der Gartenzwerge im Traum.
- 2006: Ich bin die Frau meines Lebens. Uraufführung am Akademietheater Ulm.
- 2007: Der Waschboy. Uraufführung am Staatstheater Stuttgart
- 2007: Die göttliche Odette. Uraufführung am Kleckstheater Hannover
- 2007: Die Blindgänger szenische Lesung am Maxim-Gorki-Theater Berlin und im Schauspiel Frankfurt
- 2008: Magdalenas Engel, ein Monolog, erschienen im Verlag der Autoren
- 2009: In Hanglage. Uraufführung durch das Freie Theater Osnabrück.
- 2015: Desdemona und das türkische Kamel. Text und Inszenierung für das Tiyatrom, Berlin
- 2016: Be Baumhaus. Text und Inszenierung, Interkulturelles Theaterzentrum Berlin.

### Inszenierungen
- 2000: Das Geschrei der Gartenzwerge im Traum, von Rolf Kemnitzer, Theater Gérard Philipe (Jugendkulturzentrum in Berlin).
- 2002: Die Möwe, von Anton Tschechow. Theater des Jugendkulturzentrums Gérard Philipe.
- 2001: Tiefer gehts nicht, von Sergi Belbel. Cookies, Berlin.
- 2003: Magic Afternoon, von Wolfgang Bauer. Theaterhaus Stuttgart.
- 2017: Ein Sommernachtstraum von William Shakespeare in vier Sprachen. Prinzentheater, Berlin.
- 2018: Das Wunder vom Wedding von Katharina Schlender. Theater Aufbau Kreuzberg.
- 2018: Die Hockenden von Miroslava Svolikova. Theater Aufbau Kreuzberg.
- 2020: Der Koffer von M. Sikorska-Miszczuk im Haus der Statistik, Berlin

### Hörfunk
- 2004: Der schwere Gang vom Weihnachtsmann. Feature. SWR 2.
- 2013: Barbara Kenneweg: Tropenträume zu verkaufen – Regie: Barbara Kenneweg (Feature – DKultur)

## Preise und Stipendien
- RadioJournal-Rundfunkpreis 2005, Kategorie Feature, für Der schwere Gang vom Weihnachtsmann, SWR2 Eckpunkt.
- Alfred-Döblin-Stipendium der Berliner Akademie der Künste.
- Stipendium der Stiftung Künstlerdorf Schöppingen
- Stipendium des Stuttgarter Schriftstellerhauses